# Teotônio Segurado
Joaquim Teotónio Segurado (Moura, 25 de fevereiro de 1775 — Vila de Palma, 14 de outubro de 1831) foi uma personalidade de destaque da história de Goiás e do Tocantins.
Não viu seu desejo de criação do Tocantins virar realidade, mas mesmo assim fez história, e em sua homenagem a principal avenida de Palmas (a capital do estado) leva seu nome. Joaquim Teotônio Segurado foi ouvidor, corregedor, desembargador, escritor, pesquisador, pensador, ativista, literato, administrador, comendador, provedor, político, advogado, deputado, fazendeiro e governador.

## Biografia
Filho de José Gomes Segurado, natural de Moura e capitão das ordenanças de Moura, e de sua mulher Anna Maria das Dores, natural de Serpa, Joaquim Teotônio Segurado tornou-se bacharel em Direito pela Faculdade de Leis e pela Faculdade de Cânones da Universidade de Coimbra, obtendo seu diploma em 22 de junho de 1796.

### Carreira pública
Foi nomeado juiz de fora em Melgaço e Porto, em Portugal, com apenas 24 anos. Iniciou sua carreira pública no Brasil em São João del-Rei, Minas Gerais. Foi ouvidor geral da Capitania de Goiás, na primeira capital, Vila Boa de Goiás, sendo nomeado pelo Decreto de 12 de outubro de 1803, aos 28 anos, pelo príncipe regente Dom João  VI, que reinava em lugar da Rainha D. Maria I, que sofria com problemas mentais.
Em 1805, Segurado é promovido ao cargo de desembargador da relação do Rio de Janeiro, no ano seguinte, é nomeado desembargador da comarca de Goiás e em 1808, torna-se desembargador da relação da Bahia. Em 1806 escreve a “Memória econômica e política sobre o comércio ativo da capitania de Goiás” que traçava novas diretrizes para a solução da crise da mineração em Goiás. Seus projetos traçaram os rumos dos governos goianos entre 1804 e 1820. Anexo à “Memória”, escreveu ao príncipe regente, Dom João  VI, um balanço positivo da implementação de seus projetos junto ao governador Dom Francisco, pedindo ainda a permanência no lugar de ouvidor, teve total apoio do governador, que por sua vez, subscreveu o pedido pormenorizando o trabalho de Segurado em seus dois anos de atuação em Goiás.

Ao príncipe regente Dom João VI, escreveu D. Francisco sobre Joaquim Teotônio Segurado:
| “ | Atesto que o atual ouvidor desta Comarca, o bacharel Joaquim Teotônio Segurado é muito inteligente, reto e exatíssimo no desempenho de suas obrigações; que a ele se deve a criação de uma Companhia de Comércio agora estabelecida no Arraial de Traíras, que tem por objetivo negociar com a Cidade do Pará pelo Rio Maranhão, do que deverá resultar um grande benefício para a Capitânia, especialmente na Repartição do Norte; que pelas suas eficazes providências tem tomado novo vigor todas as ordens relativas à lavoura; que a cultura do algodão se tem já aumentado consideravelmente (...) e que finalmente o aumento desta Capitania me parece dependente da conservação deste magistrado no lugar que ocupa, e que tão distintamente desempenha. | ” |

### Luta pela emancipação do norte de Goiás
Em 1808, Teotônio Segurado solicita à Coroa Portuguesa, com respaldo do governador, a criação de uma comarca e de uma vila no norte de Goiás, bem como sua nomeação como ouvidor desta nova comarca. No mesmo ano, em 1808, o Príncipe Regente Dom João  VI aprova a fundação da comarca de São João das Duas Barras, atribuindo-lhe  igualmente o estatuto de capitania, nomeando Segurado no mesmo decreto como ouvidor desta. A comarca de São João das Duas Barras existiu com status de capitania entre 1808 e 1814, e compreendia os territórios dos estados brasileiros do Tocantins, na época capitania de Goiás, e a porção sul da capitania do Grão-Pará. Durante o período em que sustentou o status de capitania, teve duas sedes: freguesia de São João das Duas Barras, atual Marabá e freguesia de São João da Palma, atual Paranã.
No ano de 1810, Dom João VI ordenou a transferência da sede da comarca de São João das Duas Barras, para Vila de Palma, atual Paranã, transferindo para ali também o corregedor Joaquim Teotônio Segurado, que foi peça fundamental para o desenvolvimento da agricultura e mineração da região, uma vez que estimulou o comércio e a navegação pelo Rio Tocantins, por onde passaram a ser escoadas toneladas de ouro até Belém e depois até Lisboa.
Em 1818, Segurado recepciona às margens do Rio Tocantins o médico, geólogo e botânico austríaco Johann Baptist Emanuel Pohl, que foi conservador do Real e Imperial Gabinete de História Natural do Imperial Museu do Brasil em Viena e trouxera, na Comissão Científica, a Princesa Leopoldina ao Brasil. A expedição de Pohl ao Brasil rendeu o livro "Viagem no Interior do Brasil", no qual Pohl descreve como Segurado recrutava e organizava as expedições pela comarca de São João das Duas Barras.
Em 7 de agosto de 1821, aos 46 anos, no reinado do Príncipe Regente Dom Pedro I, Segurado é eleito deputado pela Província de Goiás junto às Cortes Portuguesas. Em janeiro de 1822 viaja a Portugal, na condição de representante goiano junto à Constituinte Extraordinária das Cortes Reunidas de Brasil, Portugal e Algarves e toma posse como deputado no dia 8 de abril de 1822, aos 47 anos de idade. À essa altura, Segurado já era considerado a maior liderança política do centro-norte brasileiro.

### Retorno ao Brasil
Em seu retorno ao Brasil, em 1823, Segurado perde a condição de deputado, uma vez que o país tornou-se independente de Portugal e passou a ser Império do Brasil. Nas palavras de Americano do Brasil: “Em 1823, quando Cunha Matos percorria o Norte, Segurado entrou em Goiás, indo residir em suas propriedades nos arredores da Palma (hoje Paranã), cercado de esposa e filhos. Debalde os Presidentes da Província procuraram afastá-lo da vida privada. Ficou alheio à evolução política. Para ele, liberalismo era sinônimo de anarquia”. É consenso entre historiadores que a ausência do Corregedor Segurado facilitou o projeto do padre Luís Gonzaga de Camargo Fleury no retrocesso e acomodamento pela reunificação do Tocantins ao Sul goiano.
Os projetos de Joaquim Teotônio Segurado trouxeram relativo progresso à região centro-norte do Brasil. Foi responsável pela descoberta de inúmeras minas de ouro, incentivou a navegação pelo Rio Tocantins e a ele deve-se a construção de uma estrada que liga São Romão em Minas Gerais, à cidade de Porto Nacional no Tocantins. Dentre muitos de seus títulos honoríficos, foi Comendador do Hábito de Cristo, foi eleito presidente (governador) separatista do norte de Goiás, atual estado do Tocantins, tendo escolhido Cavalcante para capital do que é hoje o estado do Tocantins. Além disso fundou as atuais cidades de Marabá, Paranã, Porto Nacional, dentre muitas outras.

### Morte
Em seu retorno de Portugal, no ano de 1823, Segurado afasta-se completamente da vida pública. Aos 56 anos de idade, em 14 de outubro de 1831, morre assassinado em sua fazenda na Vila de Palma, hoje Paranã, uma das cidades por ele fundada. Foi morto por questão política, afinal fora oposto à independência do Brasil e lutou pela emancipação do estado do Tocantins. Ainda em Portugal, Teotônio fora informado da independência do Brasil e sabia que neste momento seu retorno ao país poderia custar sua vida, mesmo assim retornou ao Brasil, pois seu desejo era morrer em solo tocantinense.

## Reconhecimento
Joaquim Teotônio Segurado foi ouvidor, corregedor, desembargador, escritor, pesquisador, pensador, ativista, literato, administrador, comendador, provedor, político, advogado, fazendeiro, deputado e governador. Por sua vida de luta pela independência do Tocantins, Joaquim Teotônio Segurado foi homenageado dando nome à principal avenida de Palmas, a Avenida Teotônio Segurado, além disso é patrono da cadeira número 1 da Academia Tocantinense de Letras e patrono da cadeira número 49 do Instituto Histórico e Geográfico de Goiás.
No ano de 2001, por iniciativa do governador Siqueira Campos, foi lançado o projeto “Tocantins Memória Viva”. O projeto foi criado com o objetivo de resgatar a história do ainda jovem estado do Tocantins, tendo como referência a história do corregedor Joaquim Teotônio Segurado, as pesquisas contaram com o apoio do Arquivo Histórico Ultramarino.
Também em sua homenagem foi criada pelo Tribunal de Justiça do Tocantins, a Comenda Teotônio Segurado, entregue a personalidades ilustres, sendo uma das primeiras personalidades agraciadas com a comenda, a tataraneta do desembargador, Débora Segurado. A comenda foi entregue pelo governador Siqueira Campos em 21 de outubro de 2004. Em 22 de outubro de 2004, o Tribunal de Justiça do Tocantins anexou no hall de entrada a tela de Joaquim Teotônio Segurado, homenageando-o por toda sua história de luta pela emancipação do norte goiano, atual estado do Tocantins.
O português de nascimento, mas radicado no Brasil, Joaquim Teotônio Segurado, ousou afirmar que Palmas seria uma cidade melhor para se viver do que Lisboa, Paris e outras metrópoles europeias, afirmando que o Rio Tocantins seria um dos veios da economia e desenvolvimento do Brasil. Sonhou com o Tocantins livre e conclamou o povo dizendo: “Palmenses, homens de bem da nossa geração, vamos nos unir em torno dos ideais da libertação do nosso Estado!.”